# Porta San Francesco (Parma)
La Porta San Francesco è una porta cittadina rinascimentale superstite della distrutta cinta muraria di Parma; è affiancata dal 1866 dalla neoclassica barriera Bixio, posta al termine dell'omonima strada del quartiere Oltretorrente.

## Storia
Su iniziativa del Comune di Parma le mura cittadine nel 1261 furono ampliate verso sud della zona di Capo di Ponte, fino a inglobare l'oggi scomparsa chiesa di San Francesco il Piccolo, che all'epoca sorgeva al termine dell'omonima strada (attuale strada Nino Bixio). Fu contestualmente aperta l'originaria Porta San Francesco, posizionata all'incirca in corrispondenza dell'odierna barriera Bixio; la struttura consentiva l'uscita dalla città verso i possedimenti appenninici e verso la via Francigena e per questo era attraversata dai numerosi pellegrini provenienti dal nord e diretti a Roma.
Intorno alla metà del XVI secolo, nell'ambito dell'opera di ricostruzione della cinta muraria per le esigenze difensive della nuova capitale del ducato, la non lontana Porta Santa Croce fu completamente ricostruita, mentre la medievale Porta San Francesco fu chiusa.
Nel 1562 il duca Ottavio Farnese fece innalzare una nuova Porta San Francesco in stile rinascimentale, leggermente più a ovest della precedente, in quanto fu riedificato anche l'omonimo bastione di forma pentagonale che sorgeva in adiacenza; in tal modo l'edificio, terminato nel 1563, si trovò in posizione disassata rispetto alla strada.
Nel 1860, venute meno le esigenze difensive della cerchia muraria cittadina, l'allora dittatore dell'Emilia Luigi Carlo Farini decise la trasformazione delle cinque porte d'ingresso in barriere daziarie. Prevedendo inoltre la demolizione del bastione di San Francesco, indisse un concorso per la costruzione di un edificio monumentale celebrativo dell'annessione parmigiana al Regno d'Italia; la nuova struttura avrebbe dovuto occupare lo spazio lasciato libero dal baluardo, in modo da risultare in perfetto allineamento con la strada, che per questo fu intitolata al re Vittorio Emanuele II. Il Comune giudicò vincente il progetto dell'architetto Angelo Angelucci da Todi, che prevedeva anche la realizzazione del grande piazzale esterno, all'incrocio fra le varie direttrici d'accesso. L'inaugurazione della nuova barriera Vittorio Emanuele II si svolse solennemente il 4 novembre 1866, anche se il monumento al Re previsto al centro della piazza non fu mai realizzato.

La barriera Bixio intorno al 1920

Nel 1882 l'amministrazione municipale intitolò la barriera e la strada al patriota italiano Nino Bixio, mentre dedicò a Vittorio Emanuele II l'attuale strada della Repubblica.
Nel 1908 il Comune decise l'abbattimento dell'intera cinta muraria in zona sud-ovest, ma salvaguardò la porta cinquecentesca e la monumentale barriera ottocentesca, al cui fianco fu edificato dalla provincia di Parma il complesso delle Tranvie Elettriche Parmensi; l'ottocentesca palazzina a est fu adibita a stazione passeggeri e fu ampliata sul retro con un piccolo corpo aggiunto, destinato alla sorveglianza dell'ingresso dei binari.
Nel 1995 l'edificio rinascimentale fu restaurato e concesso in uso al circolo ricreativo-culturale "Famija Pramzana".
Nel 1997 la barriera e il piazzale interno, intitolato dal 1951 a Tommaso Barbieri, furono completamente riqualificati, con la realizzazione anche di una grande meridiana al centro della rotatoria.

## Descrizione

### Porta San Francesco

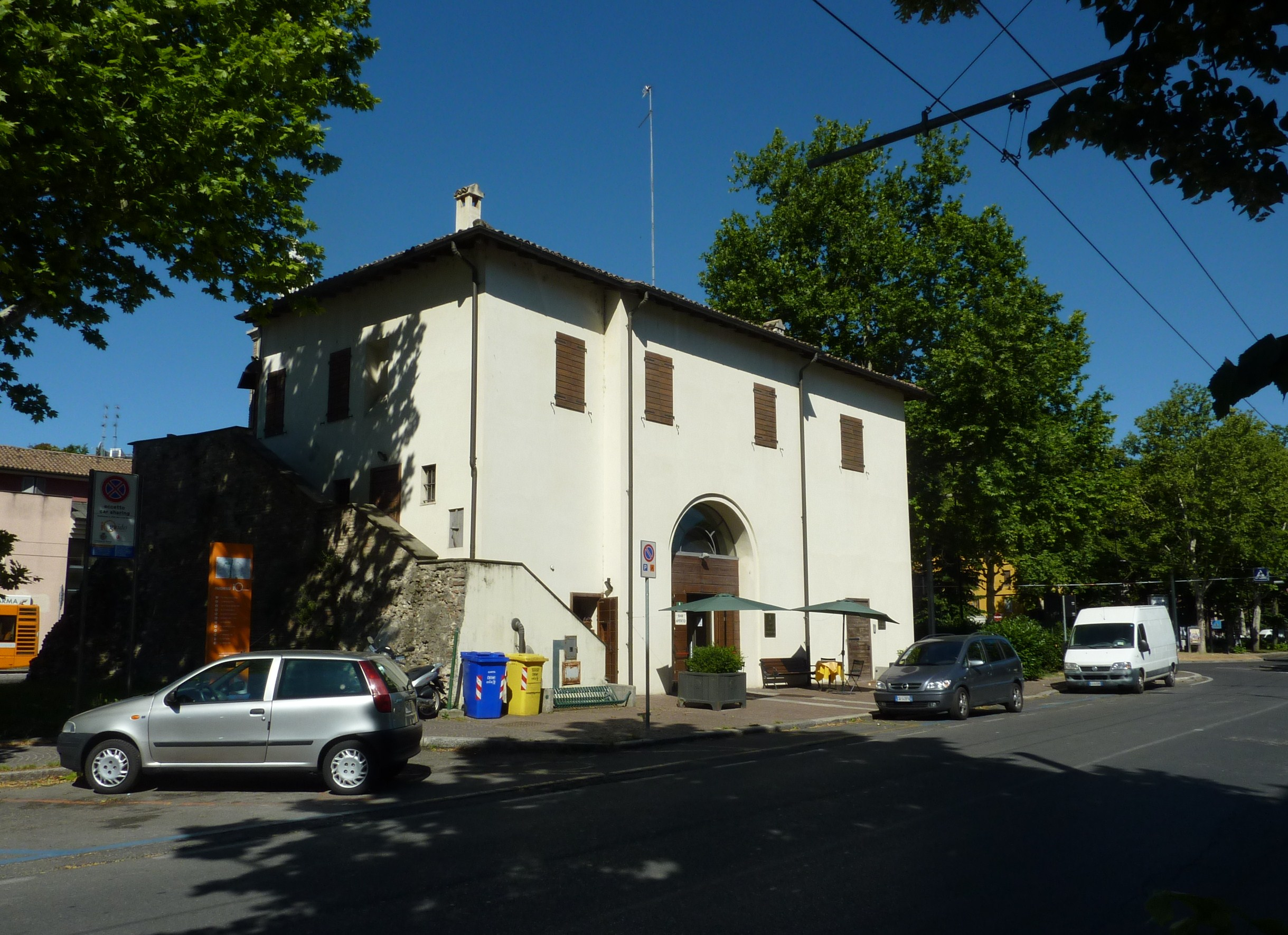
Lato interno della Porta San Francesco

L'edificio sorge isolato a ovest dell'ottocentesca barriera Bixio, in seguito all'abbattimento della cinta muraria avvenuto nel 1908.
Il prospetto esterno, quasi interamente rivestito in laterizio, è caratterizzato dalla presenza del grande portale d'accesso centrale ad arco a tutto sesto con cornice in mattoni disposti a strisce in rilievo, sormontato dalle fessure che in origine ospitavano i bolzoni del ponte levatoio; ai fianchi sono collocate simmetricamente due lesene a fasce orizzontali coronate da capitelli tuscanici intonacati, a sostegno dell'alta cornice marcapiano in aggetto; ai lati si aprono i due più piccoli ingressi secondari ad arco, contornati da cornici in pietra e sormontati da due grandi stemmi in rilievo; ancora più all'esterno si innalzano altre due coppie di lesene, mentre alle estremità sono presenti le rovine delle antiche mura con andamento a scarpa, anch'esse realizzate in laterizio. Al di sopra dell'alta cornice classica, si innalza il primo piano, suddiviso in tre parti: nel mezzo il muro in mattoni è coronato orizzontalmente dal cornicione intonacato in aggetto, su cui sono posizionate due statue di putti; ai lati emergono simmetricamente due ampie volute rinascimentali, che culminano nei piedistalli di due grandi statue raffiguranti rispettivamente le allegorie della Legge e della Giustizia.
La fronte interna, interamente intonacata, è completamente priva di decorazioni; a differenza del lato esterno, il portale d'ingresso principale ad arco a tutto sesto è collocato in posizione leggermente decentrata e gli accessi laterali non risultano simmetrici, ma recenti studi dimostrano che la porta fu comunque concepita in base alle proporzioni auree; superiormente si aprono quattro finestre rettangolari, mentre sul lato sinistro si innalza una scala esterna che conduce al terrazzino del primo piano.

### Barriera Bixio

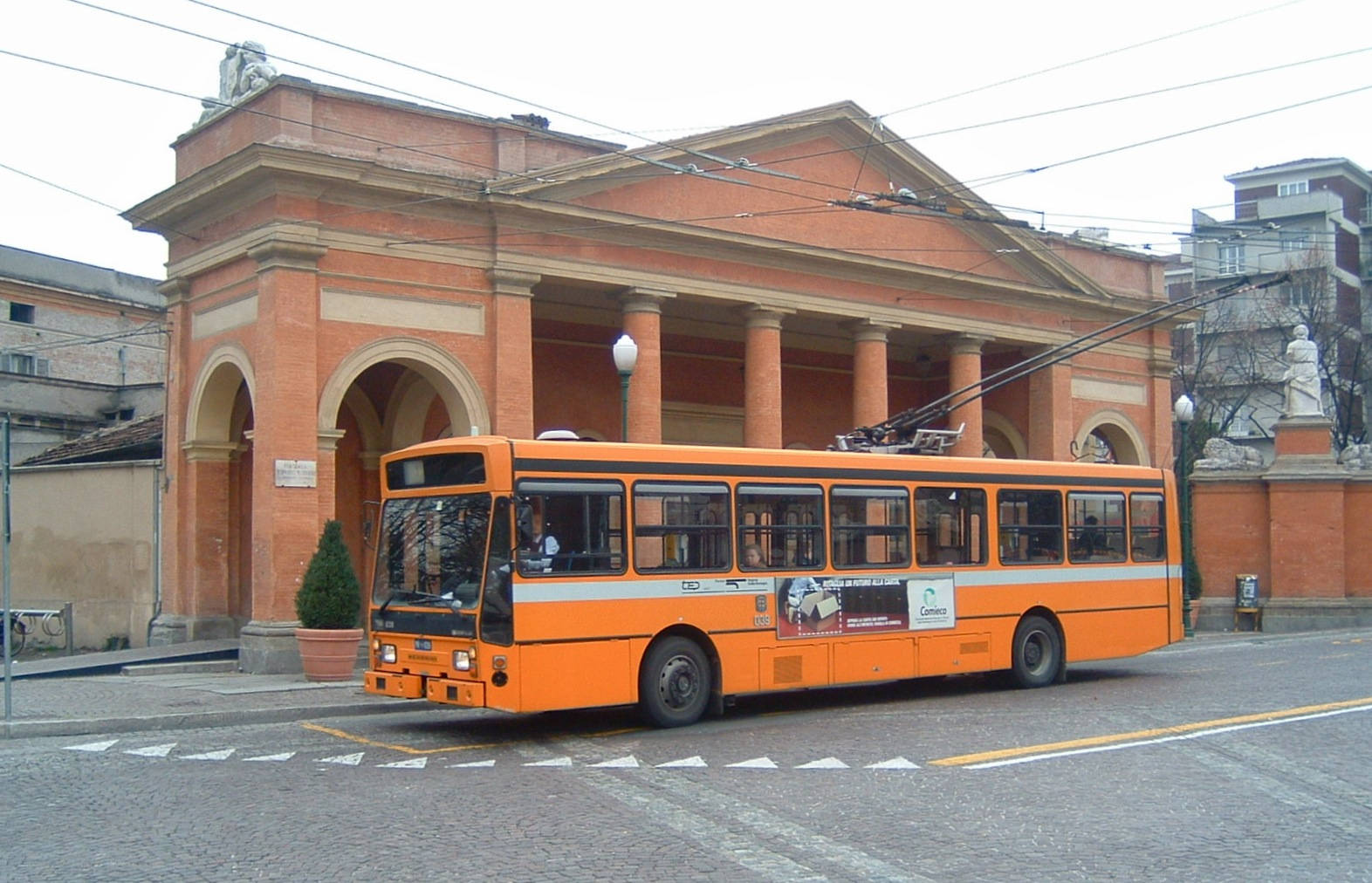
La palazzina a est della barriera Bixio

La barriera è costituita da tre cancellate in ferro ad andamento curvilineo, sostenute da quattro massicci pilastri; ai lati si contrappongono simmetricamente due palazzine gemelle sviluppate su piante a T.
I pilastri in laterizio sono simmetricamente suddivisi in tre parti, di cui quella centrale più alta; nel mezzo si stagliano complessivamente quattro statue in pietra di Vicenza, raffiguranti altrettante figure umane sedute, allegoriche delle quattro regioni che nel 1860 costituivano il Regno d'Italia; ai lati di ciascuna di esse sono collocate in posizione più bassa due sculture contrapposte, rappresentanti leoni accovacciati.
Le palazzine gemelle, anch'esse in laterizio, sono caratterizzate dal monumentale porticato che si innalza nel mezzo delle facciate principali, dai tratti neoclassici; un alto colonnato in stile dorico sostiene la trabeazione, sormontata da un largo frontone triangolare; ai lati la galleria prosegue simmetricamente aprendosi su tre lati con un'ulteriore arcata a tutto sesto, in aggetto rispetto al corpo centrale; al di sopra dei muretti di coronamento sono posizionate alle estremità altre statue in pietra di Verona, raffiguranti coppie di putti sdraiati, che reggono i grandi stemmi dei Savoia sull'edificio a ovest e della città di Parma su quello a est. Sul retro della palazzina orientale si innalza in perfetta continuità stilistica il piccolo corpo aggiunto nel 1910, sul cui lato esterno è posizionata una lapide commemorativa dei tranvieri caduti durante la prima guerra mondiale, ivi collocata nel 1923; sempre in adiacenza al lato posteriore si eleva l'ex edificio della direzione delle Tranvie Elettriche Parmensi, completato nel 1910.